# Рейтинг вина
Рейтинг вина — оцінка дегустаторами споживчих якостей вина за певною школою оцінок. У процесі дегустації визначаються показники якості вина: прозорість, колір, букет, смак і тип вина, які в сукупності формують його рейтинг.
Об'єктивні методи оцінки вин (хімічні, фізико-хімічні та мікробіологічні) не завжди дають змогу визначити специфічні речовини, які мають незначний вміст. Але саме вони надають формують смак вина. Тому використовують органолептичні методи.
При дегустації лабораторні тести не проводяться. Виставляється оцінка, яка є суб'єктивною, але оцінка здійснюється за певними правилами.
Органолептичні показники вин не можна виразити у фізичній розмірний шкалі. Ці показники подають у якісних описах, які переводяться в кількісні величини. Для результатів експертної оцінки використовують безрозмірні шкали. Найпоширенішою є бальна, зрідка в частках одиниці або відсотках.

## Вплив рейтингу вина на розвиток виноробства
Результат рейтингу вина дає споживачам професійну оцінку якості вина і вони можуть орієнтуватися на нього при придбанні вина без детального опису. Він також впливає на формування ринку вина, його ціну. За його допомогою винороби мають змогу просувати на ринку нові сорти вина, які отримали високу оцінку дегустаторами. Також рейтинг, виражений в балах, дозволив просувати на ринках Азії, де описова оцінка не сприймалася.
Використання балової оцінки вина стимулює виробників до створення нових сортів з високими балами. Разом з тим він не сприяє розвитку виробництва більш простого вина, яке має своїх споживачів.
Рейтинг вина сприяє популяризації винних критиків, адже їх оцінки збільшують тиражі спеціалізованих видань, їх доходи від реклами.

## Балова оцінка вин
Єдиної системи оцінки вина немає. Оцінкою вин дають винні критики, спеціалізовані журнали, на винних конкурсах. Існують різні бальні шкали — від 5 до 100. У загальному оцінку якості вина можна привести до однієї шкали, якщо перемножити отримані оцінки на коефіцієнт, що складається із співвідношення максимальних балів. Розрізняють науково-академічні оцінки (оцінка здійснюється за визначеними параметрами) і комерційно-особистісною (оцінку дає дегустатор на свій розсуд).
Системи оцінки якості вина є різні: 10-балова, 20-балова, конкурсна МОВВ (Міжнародна організація винограду і вина), СернаджіоттоІВО, 35-балова, детермінантна, гедонічна (сумується окремі показники з відповідним коефіцієнтом) та інші.

### Система Роберта Паркера
Роберт Паркер у 1970 році, впливовий винний критик, запропонував 100-балову систему оцінки якості вина, яка стала найбільш відомою. Її суть така. Початково 50 балів отримує будь-який напій під назвою вино. Додаткові бали отримуються за зовнішній вигляд і колір (до 5 балів), аромат і букет (до 15), смак і післясмак (до 20), загальна якість (до 10).
Оцінка суб'єктивна і сам розробник говорив, що ніхто не може сказати, крім нього, чим відрізняються вина, що мають дуже близьку кількість балів.
Результати оцінки трактуються таким чином:
- 96—100 — виключне вино глибокого і складного характеру, яке показує всі ознаки класичного вина свого сорту.
- 90—95 — видатні вина виняткової складності й характеру. Чудові вина.
- 80—89 — вина в діапазоні від вище середнього до дуже хорошого, цікаві, добре зроблені, без помітних недоліків.
- 70—79 — середні вина, з невеликими відхиленнями від добротно зроблених вин.
- 60—69 — нижче середнього. Можна пити, але вина містять помітні недоліки, такі як надмірна кислотність або танинність, площина смаку, або сторонні запахи і присмаки.
- 50—59 — погані, неприйнятні вина, які не можуть бути рекомендовані.

### 20-балова система Дженсіс Робінсон
Система розроблена Дженсіс Робінсон, є суб'єктивною, вона не використовує числових значень показників вина.
- 20 — дійсно виняткове вино;
- 19 — приголомшливе;
- 18 — більш ніж чудове;
- 17 — чудове;
- 16 — вишукане;
- 15 — середнє, дуже приємний напій без недоліків, але не викликає особливих захоплень
- 14 — убивчо нудне;
- 13 — на межі дефектного або незбалансованого;
- 12 — несправне або незбалансоване.

Якщо Дженіс Робінсон вважає, що вино з часом може стати кращим, то вона додає до оцінки «+» або навіть «++», якщо «−», то вино має недолік, який вказується в описі.

### 20-балова німецька система
Розроблена Німецьким інститутом вина Deutsches Weininstitut DWI та Асоціацією сомельє Німеччини і широко використовується у Європі. Є детермінантною, оскільки стандартизує органолептичні показники і дає змогу зіставляти їх.
Оцінка проводиться за чотирма параметрами: колір, прозорість, аромат і смак. Кожному показнику спочатку дається максимальна оцінка 5, а потім знімаються бали за недоліки. Перевагою цього методу є те даються характеристики за окремими параметрами.

### 10-балова російська система
У процесі дегустації оцінюються за 10-баловою шкалою такі показники вина: забарвлення (характеристика кольору); аромат (букет); смак і післясмак; загальне складання і типовість (мус для ігристих та газованих вин). Для кожного елементу оцінки є свої правила, своя техніка визначення якісних градацій. Результати сумуються і визначається загальна оцінка. Для кожного виду вина є своя максимальна оцінка:
- 10 — виняткові за якістю витримані, марочні вина;
- 9 — тонкі витримані вина високої якості з добре розвиненим букетом і розвиненим смаком;
- 8,5 — якісні витримані вина з досить розвиненим букетом, гармонійні, із забарвленням, що відповідає типу;
- 8 — молоді вина високої якості, які можуть виявити в майбутньому властивості марочних вин;
- 7,5 — молоді вина, які, незважаючи на свій молодий вік, показують задатки майбутніх хороших ординарних вин;
- 7 — молоді, задовільні за якістю вина, у яких смакові якості не виявлено.

До випуску нових вин рекомендуються ті, які отримали такі оцінки:
- ординарні виноградні вина — не нижче 8,2;
- марочні — не нижче 8,8;
- шампанське — не нижче 8,6 бала.

Не допускаються до виробництва вина, що отримали оцінки:
- ординарні вина з оцінкою нижче 7,3;
- шампанське — нижче 8,0;
- марочні вина — нижче 8,2 бала.

### 100-балова франко-італійська гедонічна система
Використовується для оцінки марочних вин. Оцінка виставляється за такими чотирма основними показниками якості вина в балах від 0 до 4 («неприйнятно», «посередньо», «прийнятно», «добре», «дуже добре») з відповідними коефіцієнтами вагомості: зовнішній вигляд (4), аромат і букет (6), смак (9) і типовість (6).
Оцінка «прийнятно» означає, що вино відповідає вимогам для відповідної категорії вина, «посередньо» — є недоліки, які можна виправити, «неприйнятно» — виправити недоліки неможливо.

### 5-балова німецька гедонічна шкала
Відносно нова система оцінки вина розроблена в Німеччині. Оцінюється три показники: аромат, смак і загальне враження. Бали даються з точністю до 0,5. Оцінка 1,5 показника означає, що вино прийнятне у своєму виді за цим показником. Максимально можна дати до 5 балів у кожному показнику. Отримані бали додаються і діляться на 3. Отриманий результат дає показник якості вина:
- вище 4,5 — неперевершене;
- 3,5—4,33 — дуже добре;
- 2,5—3,33 — добре;
- 1,5—2,33 — задовільне;
- нижче 1,5 — незадовільне.

### Оцінка на міжнародних конкурсах вин
При оцінюванні дегустатори додають штрафні бали за логарифмічною шкалою, гірше вино отримує більше балів.
При оцінці враховуються такі параметри з відповідним коефіцієнтом: прозорість — 1; інтенсивність запаху — 1; якість запаху — 1; інтенсивність смаку — 2; якість смаку — 3; гармонійність — 3. Оцінки за кожний параметр відмінне — 0; дуже добре (дуже тонке) — 1; гарне (тонке) — 4; задовільне — 9; незадовільне (підлягає виключенню з дегустації — 10.
Для кожного дегустатора бали кожного показника множаться на коефіцієнти й сумуються. Загальна оцінка визначається методом медіани.

### Оцінка і характеристика вина журналом Wine Spectator
Журнал Wine Spectator, заснований у 1985 році, щороку проводить оцінку більш ніж 20 000 типів вин. За кожним винним регіоном закріплений критик, який оцінює результати дегустаторів. Коли дегустатор робить оцінку вина, то йому відомо тільки тип вина (сорт або регіон) та рік його збору.
Вино оцінюється за 100-баловою системою:
- 95—100 — класичні, виняткові вина;
- 90—94 — видатне вино з особливим чудовим характером і стилем;
- 85—89 — дуже хороші вина високої якості;
- 80—84 — хороші вина високої якості;
- 75—79 — посередні, звичайні вина, можливо, з деякими недоліками;
- 50—74 — не рекомендовані вина.

### Взаємозв'язок між різними шкалами оцінок
Журнал The world of fine wine запропонував взаємозв'язок між різними шкалами оцінок
| Текст заголовка                                                                              | Текст заголовка | Текст заголовка  |
| -------------------------------------------------------------------------------------------- | --------------- | ---------------- |
| Характеристика вина                                                                          | 20-балова шкала | 100-балова шкала |
| Неприйнятне вино з великою кількістю недоліків                                               | 0-7             | 50-70            |
| Без помітних пороків, але нічим не визначне, нудне, без характеру та особливої привабливості | 7,5-10          | 71-80            |
| Приємне, але просте і одномірне                                                              | 10,5-12         |                  |
| Хороше, але без особливих рис                                                                | 12,5-14         |                  |
| Дуже хороше, з деякими видатними характеристиками                                            | 14,5-16,5       | 81-90            |
| Видатне, з виключною привабливістю та виразністю                                             | 17-18,5         | 91-95            |
| Велике вино чарівної краси, що залишає у споживача відчуття доторкання до дива               | 19-20           | 96-100           |

## Рейтинги вина в мобільних додатках
Про рейтинги вин можна дізнатися не тільки з друкованих видань, а й з електронних. Є спеціалізовані сайти, для деяких є мобільні додатки (Vintage Chart Plus App від Wine Spectator, Robert Parker Mobile).